# Protohistoire du Loiret
La protohistoire du Loiret correspond dans le présent article aux âges des métaux (Âge du bronze et Âge du fer) et couvre donc la période allant de 2300 à 58 av. J.-C., date à laquelle le territoire entre dans le domaine de l'histoire écrite avec la conquête romaine de la Gaule.
Vers la fin du IIIe millénaire av. J.-C., la métallurgie du bronze se diffuse en Gaule depuis l'Europe centrale. De nombreux tumulus apparaissent en Beauce, aux confins du Loiret et du Loir-et-Cher et le long des vallées des Mauves autour de Baccon. Vers 1200 av. J.-C., la culture des champs d'urnes pratique le rite funéraire de l'incinération. Des urnes ont été découvertes à Tigy, à Férolles, à Olivet, à Baule et plus récemment à Courcelles-le-Roi. Entre Meung-sur-Loire et Saint-Ay, plusieurs dépôts d'armes remarquables datées du Bronze final ont été découverts, traduisant des rituels de consécration pour les riches défunts.
La métallurgie du fer apparait au début du VIIIe siècle av. J.-C. Elle permet de forger des outils et des armes plus durs et plus coupants. Pendant un certain temps les armes et objets d'apparat sont encore en bronze, du fait de la difficulté de travailler le fer. Tout en continuant à incinérer leurs morts, les hommes renouent avec l'usage des tumulus, particulièrement pour les personnes de haut rang.
La culture gauloise s'épanouit pendant la Tène, ou « second âge du fer », à partir de 450 av. J.-C. L'Orléanais est habité pour la plus grande partie par les Carnutes, la plus importante peuplade de la Gaule indépendante. Au nord-est, ils ont pour voisins les Sénons, dont le territoire correspond au Gâtinais ; à l'est, les Éduens sont maitres du Giennois. L'habitat est avant tout composé de fermes isolées. Des agglomérations non fortifiées, où dominent les activités artisanales, se développent au début du IIe siècle av. J.-C. Les activités agricoles sont non seulement attestées par le biais des cultures, céréalières notamment, mais aussi par l'élevage de bétail. Parallèlement au retour à l'inhumation en fosse apparaissent de nouvelles tombes en enclos pour l'aristocratie, comme à Cortrat.

## Âge du bronze (2300 à750av. J.-C.)

### Bronze ancien et moyen (2300 -1200av. J.-C.)

Carte des sites funéraires de l'âge du bronze découverts dans le Loiret (en mai 2009).

Les Indo-Européens arrivent en France depuis l'Europe centrale vers le milieu du IIIe millénaire av. J.-C. (culture campaniforme). Peu après se diffuse en France la métallurgie du bronze, également depuis l'Europe centrale.
De nombreux tumulus du Bronze moyen apparaissent en Beauce, aux confins du Loiret et du Loir-et-Cher et le long des vallées des Mauves autour de Baccon. Ces buttes de l'Âge du bronze recouvrent parfois une ciste, sorte de coffre de pierre grossièrement construit en forme de cercueil pour déposer le corps. Mais, dans la plupart des cas, celui-ci est enseveli en pleine terre avec un mobilier souvent très réduit. Les buttes qui ont été prospectées n'ont livré qu'un maigre mobilier de bronze, souvent égaré depuis : un collier, quelques bracelets, quelques anneaux, deux poignards, la céramique n'étant représentée que par quelques tessons difficiles à identifier. Les tombes plates, qui existent également à cette époque, se montrent tout aussi pauvres en mobilier funéraire.

### Âge du bronze récent (1200 -750av. J.-C.)

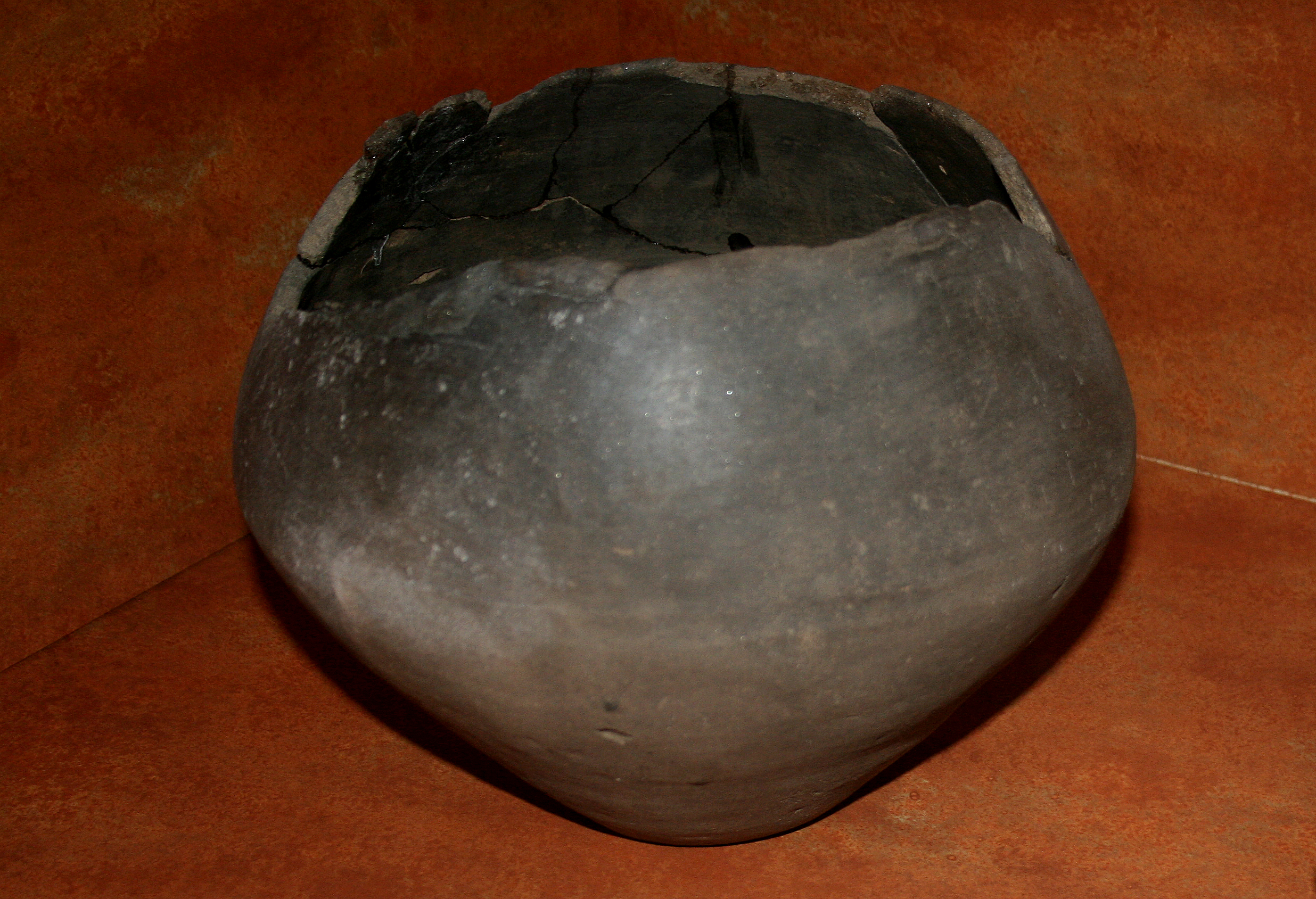
Urne funéraire sans col, Bronze final (1200 à -750 environ), Olivet

Vers 1200 av. J.-C., des peuples venus de l'est, souvent considérés comme des proto-Celtes, envahissent la Gaule en apportant avec eux la culture des champs d'urnes. Leur particularité est de pratiquer le rite funéraire de l'incinération. Après avoir brulé leurs morts, ils en placent les cendres dans des urnes d'une vingtaine de centimètres de diamètre, faites d'une pâte noirâtre et décorées de motifs géométriques. Ils rangent ensuite ces vases funéraires les uns à côté des autres jusqu'à constituer des nécropoles que l'on a appelées « champs d'urnes ».
De nombreux vases des champs d'urnes ont été découverts depuis les années 1950. Dans le Val de Loire en particulier, des urnes ont été découvertes à Tigy (nécropole du Bois des Hauts), à Férolles en 1952, à Olivet en 1972 et à Baule. D'autres ont été trouvées dans la vallée du Loing, à Villemandeur, et dans le bassin de l'Essonne à Aulnay-la-Rivière.
À Courcelles-le-Roi, dans le Gâtinais, deux nécropoles familiales remarquables, datées du début du Bronze final (autour de 1250 av. J.-C.), ont été découvertes en 2006 dans le cadre des fouilles d'archéologie préventive réalisées en lien avec la construction de l'autoroute A19. Chacune regroupe une quinzaine de sépultures, dont des tumulus, monuments à cercle de pierre jusqu’alors inconnus dans la région. Les sépultures s'organisent autour du plus grand tumulus qui mesure 9 m de diamètre. Les restes du défunt incinéré étaient placés dans une urne puis déposés dans une tombe soigneusement disposée dans un coffrage en bois ou protégée par des dalles calcaires. Des vases funéraires et des objets personnels accompagnaient le défunt.
Les fouilles en archéologie préventive ont permis également de mettre au jour des enclos funéraires circulaires à Pannes.

### Organisation de l'habitat
Pour l'Âge du bronze et le premier âge du fer, les données concernant l'organisation de l'habitat dans le Loiret sont encore très fragmentaires. Ce n'est qu'à partir du second âge du fer, appelé période de La Tène, que de nombreuses découvertes ont été faites. Tout au plus peut-on supposer qu'il s'agit d'un habitat rural isolé, constitué de maisons bâties en pisé et en torchis, mais seuls quelques formes en creux de poteaux de soutènement et des pierres en calage peuvent en attester. D'après des découvertes faites hors département, les maisons d'habitation sont entourées de dépendances, greniers de stockage pour différents types d'aliments, silos enterrés pour Ies céréales. Ces silos, dont l'allure générale évoque une poire, étaient très hermétiquement obturés. Le milieu anoxique entrainait dans un premier temps une fermentation des céréales et évitait par la suite leur pourrissement trop rapide.

### Métallurgie et artisanat
L’Âge du bronze est une période caractérisée par la maitrise de la métallurgie du bronze, nom générique des alliages de cuivre et d’étain. Apparue en Anatolie, cette nouvelle technique s'est ensuite progressivement diffusée notamment vers l'Ouest. Elle fait faire un bond considérable à l'armement : épées, lances, boucliers, casques, poignards, etc. Les styles varient d'une région à une autre. De nombreuses armes ont ainsi été découvertes dans le Loiret,,.

### Pratiques cultuelles
À l'Âge du bronze, il n'existe pas de lieu consacré aux pratiques cultuelles, comme des sanctuaires ou des temples, qui n'apparaitront que plus tard. Seules la découverte et l'identification d'offrandes permettent aux archéologues de les reconnaitre. Les milieux humides (eaux dormantes ou cours d'eau) ont particulièrement bien conservé ces offrandes. Leur découverte s'effectue la plupart du temps fortuitement, à l'occasion de dragages et d'exploitation de sablières. Les chercheurs s'appuient sur des facteurs tels que la récurrence d'objets exceptionnels en contexte d'habitat et de nécropoles, leur état physique au moment de leur l'abandon et leur concentration, pour identifier le caractère cultuel de ces dépôts.
Entre Meung-sur-Loire et Saint-Ay, plusieurs dépôts d'armes remarquables datées du Bronze final ont été découverts à l'occasion de dragages en Loire,,. Ces dépôts importants comprennent souvent des épées, des pointes et talons de lances en parfait état. De véritables panoplies guerrières semblent ainsi avoir été consacrées, peut-être pour faire suite à des victoires militaires ou au décès de personnages de haut rang, dont les équipements personnels ne devaient pas être réutilisés. La présence d'un lurs danois, une sorte d'énorme cor à longue trompe, dans un dépôt d'Orléans, peut en outre laisser supposer que parfois ces cérémonies inconnues étaient sonores. Si la cause et le déroulement des consécrations, de même que les divinités éventuellement concernées, demeurent inconnus, les rituels n'en traduisent pas moins une valorisation de la fonction guerrière, la probable héroïsation de certains chefs militaires ou la divinisation d'un fleuve aussi important que la Loire. Ces pratiques perdurent tout au long de la Protohistoire, y compris durant la période gauloise, au cours de laquelle apparaissent les premiers sanctuaires publics bâtis.

Objets de la période du bronze découverts dans le Loiret
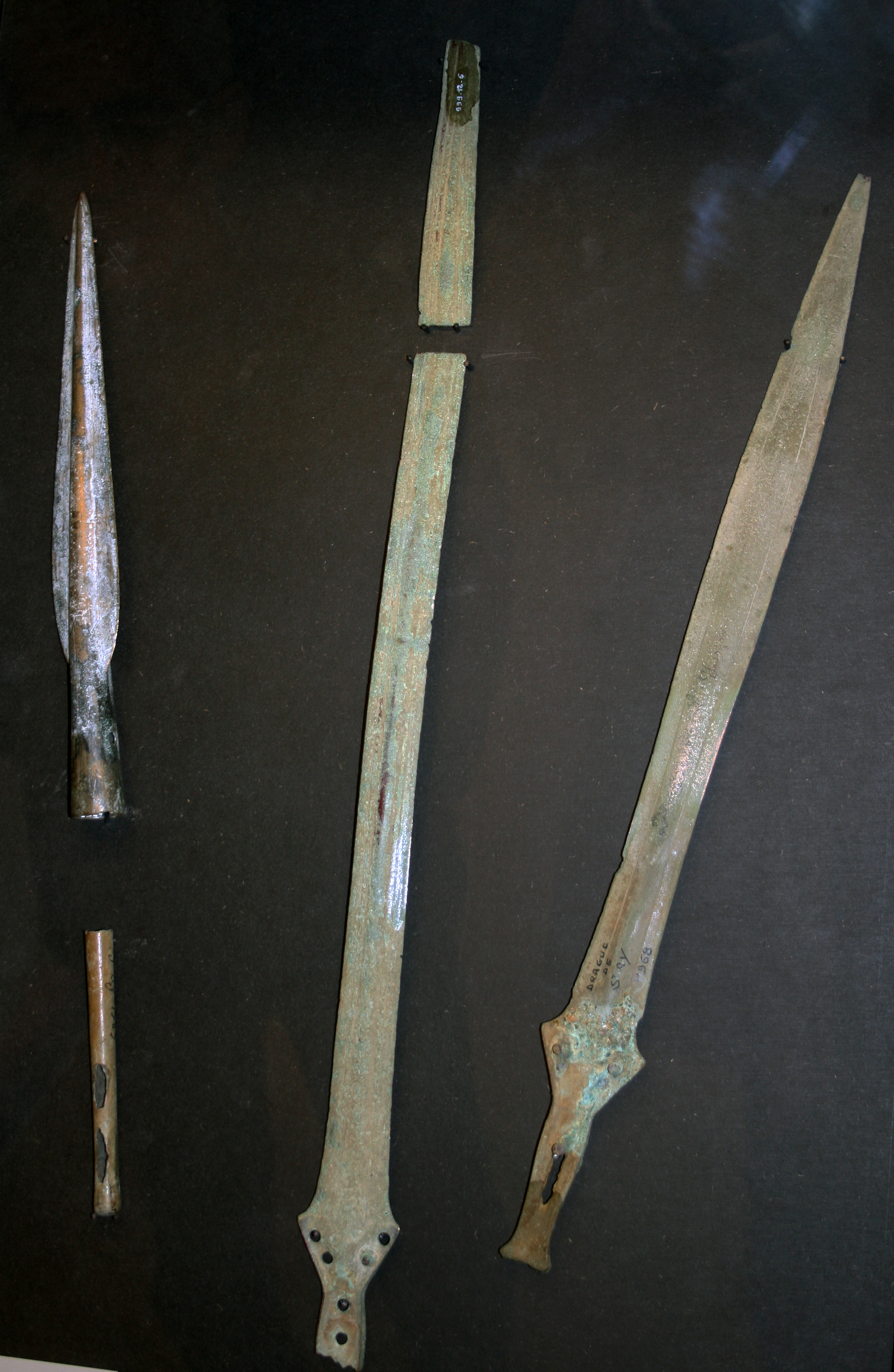
Épées, bronze, Dragage en Loire, Saint-Ay.
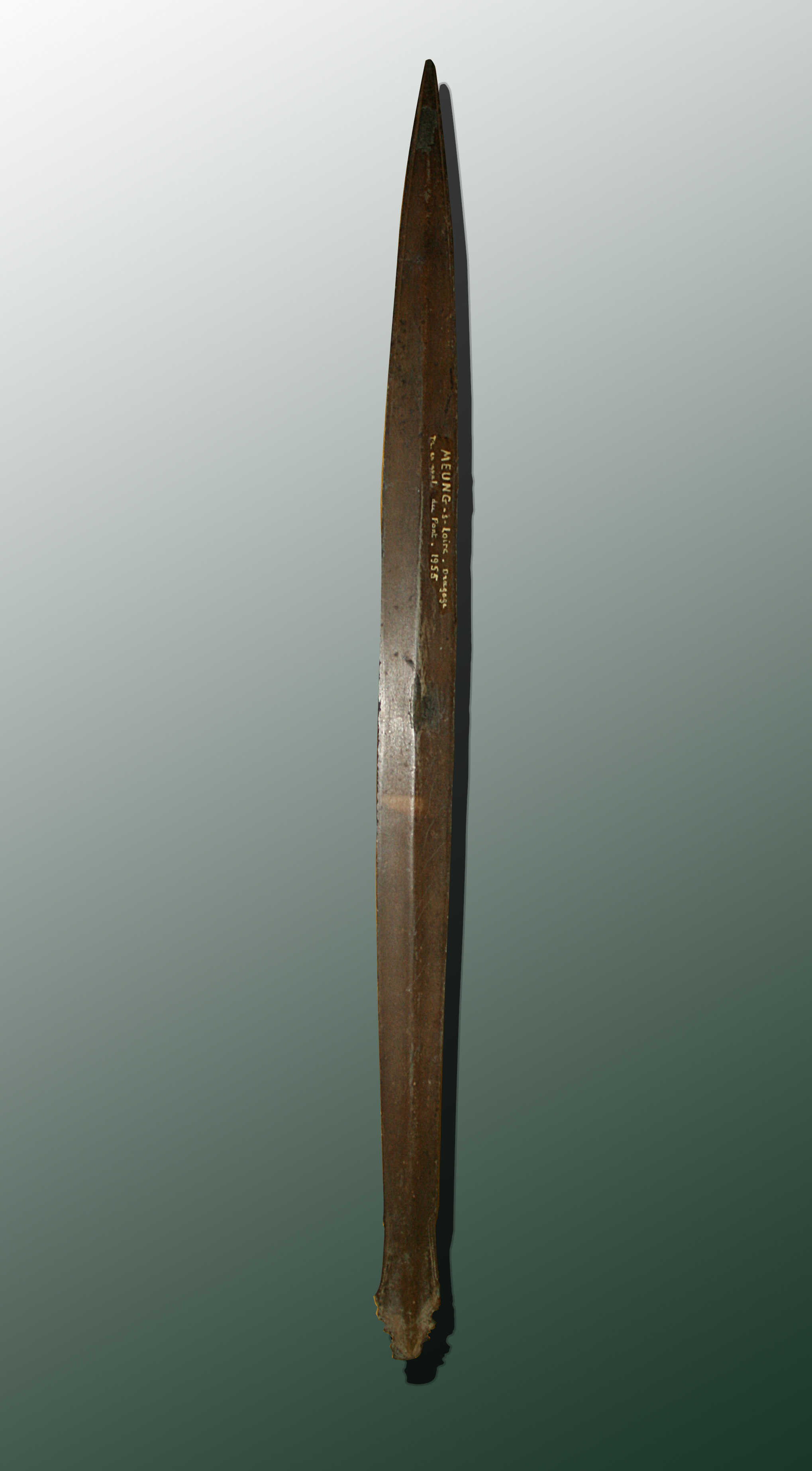
Épée, bronze, Dragage en Loire, Meung-sur-Loire.
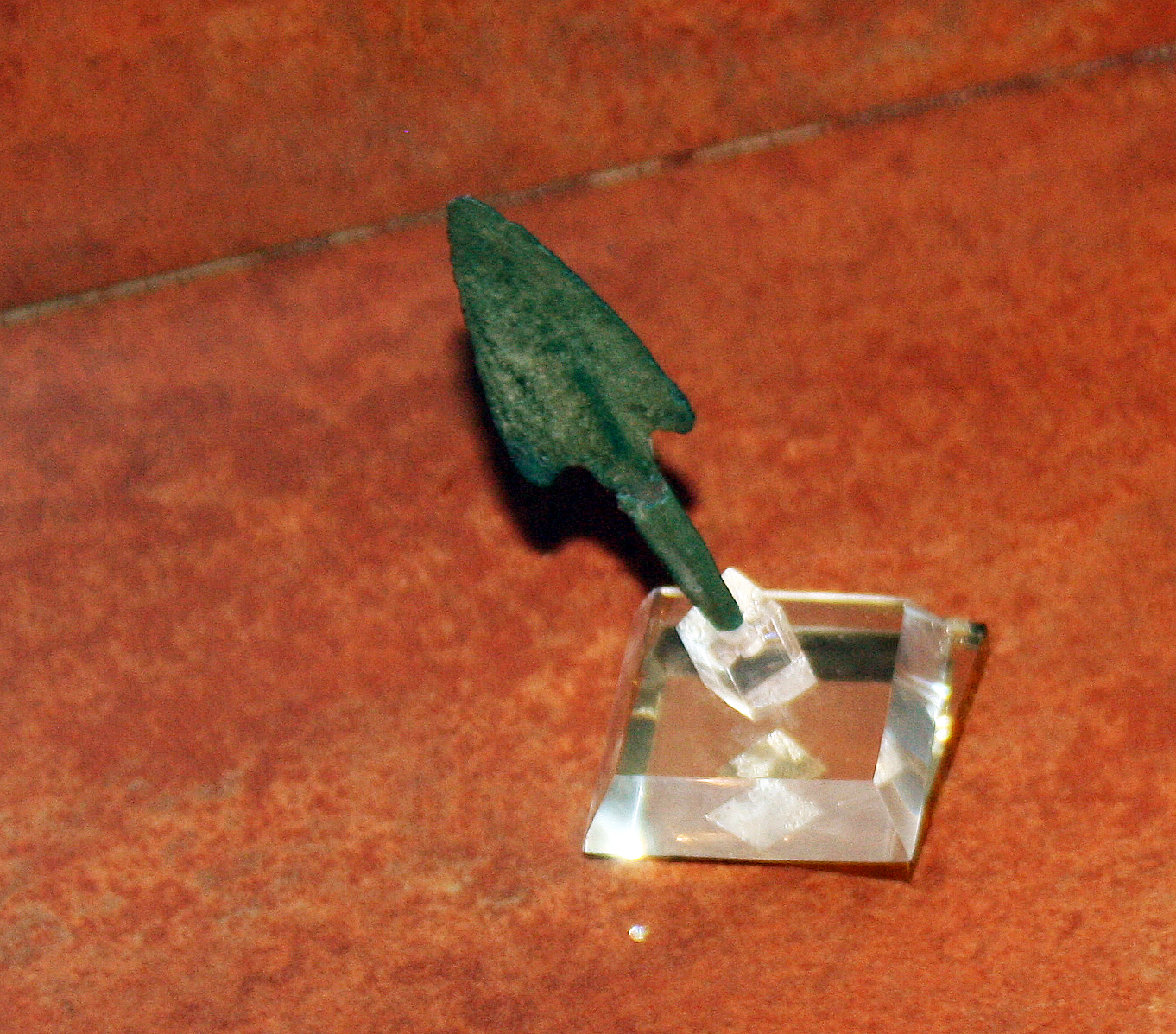
Pointe de flèche, Bronze moyen (1500 à 1100 av. J.-C. environ), Dragage en Loire, Orléans.
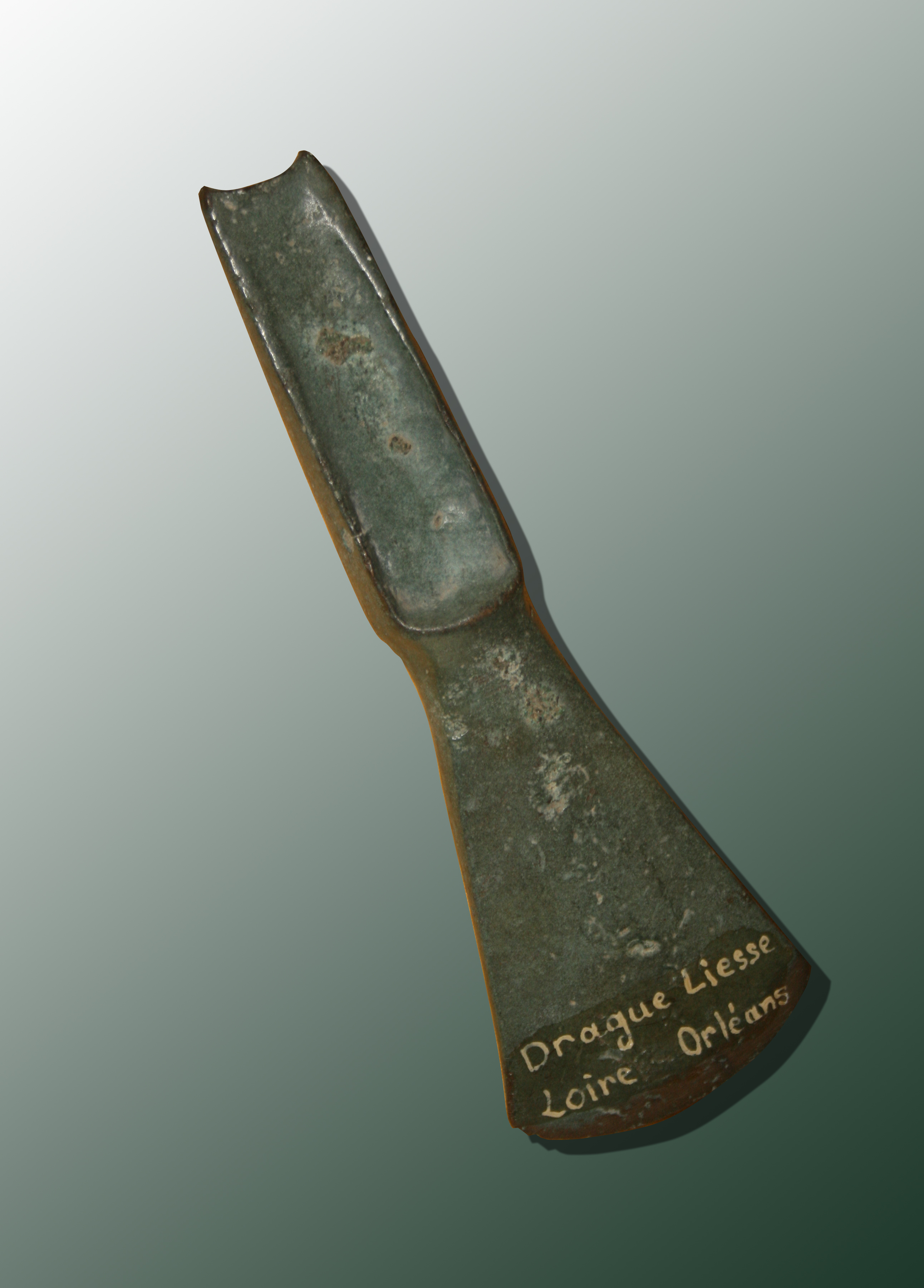
Hache à talons, Bronze moyen (1500 à 1100 av. J.-C. environ), Dragage en Loire, entre Orléans et Beaugency.
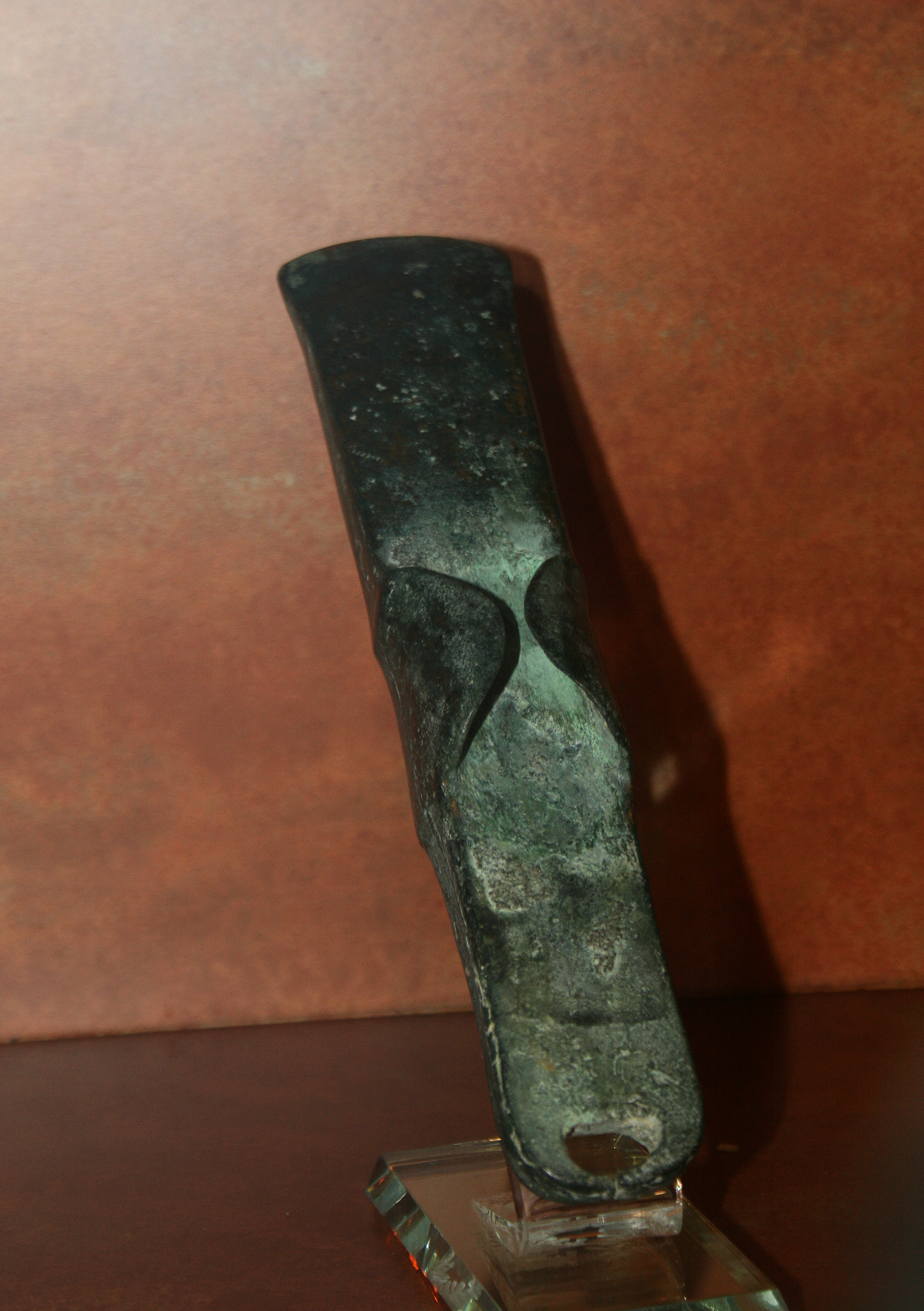
Hache à ailerons médians, Bronze final (1200 à 700 av. J.-C. environ), Dragage en Loire, entre Orléans et Beaugency.

## Premier âge du fer (-750 à -450)

### Métallurgie du fer

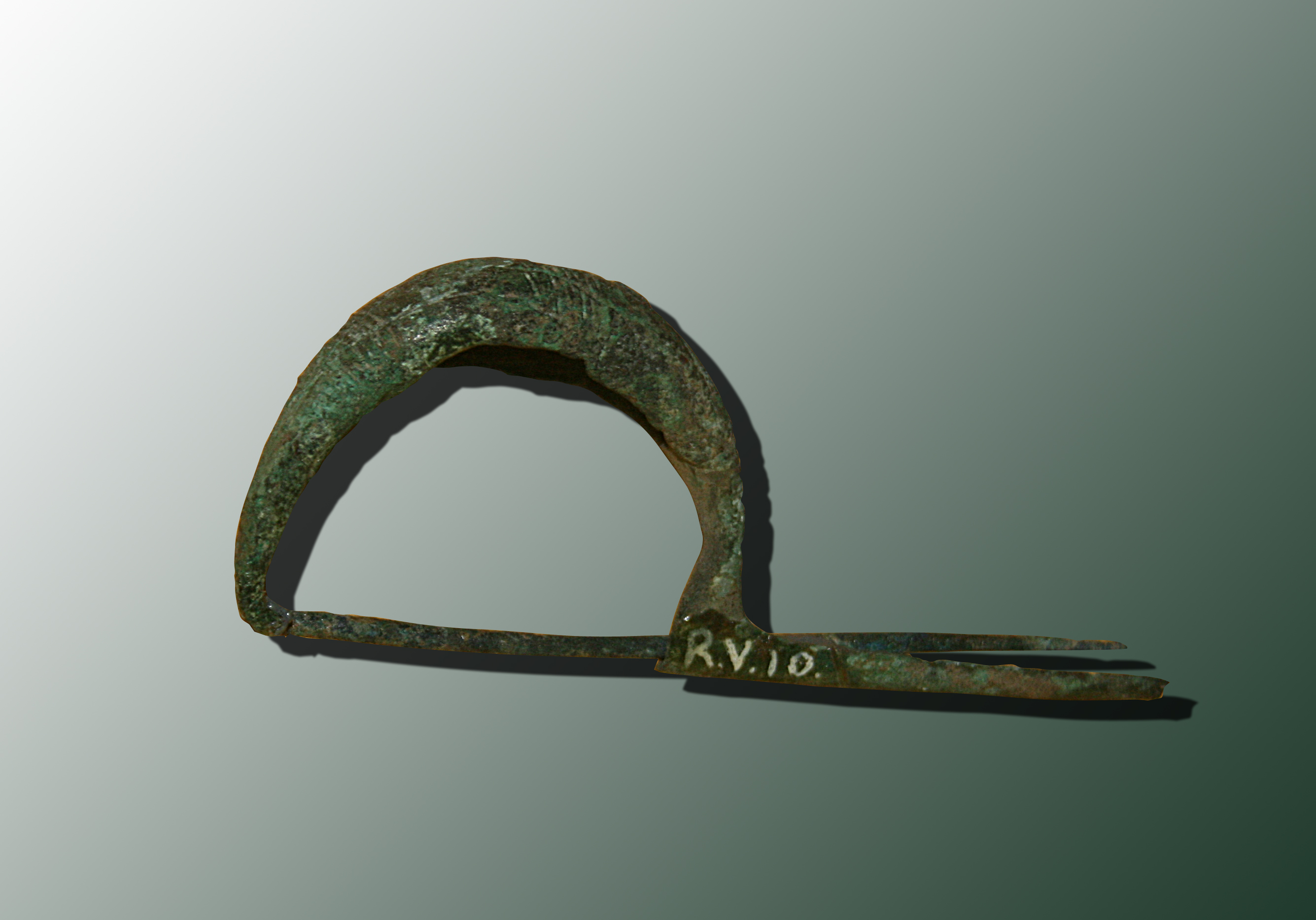
Fibule à navicelle, fabriquée en bronze, Premier âge du fer, Sceaux-du-Gâtinais.

Au début du VIIIe siècle av. J.-C., les civilisations de la Méditerranée se mettent en place : le monde égéen est maintenant dominé par les Grecs, auxquels les Doriens auraient apporté le fer ; les Phéniciens ont pris pied en Afrique ; l'Italie septentrionale et centrale voit s'épanouir la culture de Villanova, qui prépare celle des Étrusques. Au nord et au nord-ouest des Alpes, le monde barbare, qui a vu s'étendre puis décliner la culture des champs d'urnes, apprend maintenant à se servir du fer. Les débuts de la sidérurgie sont laborieux, car le nouveau métal est difficile à travailler : il fond à plus de 1 500 °C contre 1 000 °C environ pour le cuivre. D'ailleurs, faute de pouvoir fondre le fer dans leurs fourneaux primitifs, les Anciens se contentaient de le séparer des impuretés par martelage (technique qui restera en usage jusqu'au XIXe siècle). Si difficile qu'il soit, le nouveau métal est beaucoup plus résistant que le bronze et, pour les armes, il fait merveille. C'est pourquoi, pendant longtemps, on va le réserver à la fabrication de ces grandes épées, longues de près de 0,60 m, faites pour frapper de taille, tout en continuant à utiliser les outils et armes de bronze que l'on possède. Quant aux objets de parure, colliers, torques, bracelets, fibules et vases, ils seront toujours coulés en bronze, ce qui a permis une bonne conservation de ces objets jusqu'à nos jours, contrairement au fer.
Cette nouvelle culture du fer est arrivée à son niveau le plus élevé en Haute-Autriche, dans la région de Hallstatt. C'est d'ailleurs par la découverte de longues épées de fer dites « hallstattiennes » que l'on peut suivre la lente avancée de cette culture par la Lorraine, la Franche-Comté, la Bourgogne, jusqu'au bassin de la Loire moyenne (département du Cher). Or les ferriers abondaient dans ce bassin de la Loire moyenne, ce qui conduisit ces hommes du fer à s'installer alors en Nivernais, en Gâtinais, en Berry, dans le sud de la Sologne, délaissant la Beauce qui avait connu une grande prospérité au Néolithique et à l'Âge du bronze.

### Habitat
Les recherches d'archéologie préventive en région Centre-Val de Loire ont permis de confirmer entre 2002 et 2005 l'existence de tous les types d’implantation connus dans les régions alentour : petites unités agricoles, aires d’ensilage isolées ou bien distinctes d’habitat, agglomérations plus importantes, mais généralement de taille réduite, avec subdivision de l’espace au moyen de fossés et palissades comme à Pannes ou Vienne-en-Val dans le Loiret.

### Rites funéraires: seconde génération de tumulus
Après la période dite « des Champs d'urnes », les hommes du premier âge du fer, tout en continuant à incinérer leurs morts, renouent avec l'usage des tumulus. Alors que les tumulus encore visibles en Beauce semblent avoir été plutôt érigés à l'âge du bronze, les tumulus hallstattiens sont particulièrement nombreux en Sologne, où on les compte par centaines, et en forêt d'Orléans où cinquante ont été repérés entre Ouzouer-sur-Loire et Neuville-aux-Bois. Les principaux tumulus dont la fouille a donné des débris d'os ou des objets sont situés à Saint-Cyr-en-Val, Ardon, aux Bordes, à Bray-en-Val et à Montereau.
Plusieurs tumulus « princiers », dédiés à des morts « d'exception », ont par ailleurs été découverts en Orléanais. Ils sont érigés en des lieux visibles de loin, à proximité d'anciennes voies. Le tumulus de la Butte des Élus, sur la commune de Mézières-lez-Cléry, est le plus impressionnant avec 70 m de diamètre pour 12 m de hauteur. Les objets découverts en 1836 comprenaient, outre deux épées en fer repliées, des fragments d'armure en bronze, des portions de chaînettes en bronze, des colliers et anneaux et un bracelet en or et en 1857 a été découvert un vase en bronze,. De tels aménagements ont nécessité la mobilisation une abondante main-d'œuvre sous la direction de personnages qualifiés. Ils matérialisent ainsi l'importance des défunts qui prenaient place dans ces monuments, la puissance de la famille qui les faisaient édifier, probablement aussi le souci de pérenniser le souvenir de grands personnages. Une statue anthropomorphe en pierre découverte sur les pentes du tumulus de Lion-en-Sullias, peut-être l'effigie d'un illustre aïeul, s'inscrit ainsi peut-être dans une sorte de culte des ancêtres.
La butte Moreau, ou tumulus de Reuilly, au nord de la commune de Mardié et le tumulus de La Ronce, sur la commune de Sainte-Geneviève-des-Bois sont également deux tumulus princiers remarquables. Le premier, étudié en 1885 et 1889 contient une ciste de bronze (sorte de petit seau cylindrique en bronze), un morceau de javelot en bronze et trois torques de bronze. Un large chapeau conique en écorce de bouleau estampée protégeait le ciste. Un chapeau du même type a été mis au jour dans la tombe royale de Hochdorf (datée vers 530 av. J.-C.) près de Stuttgart, en Allemagne. Il s'agit apparemment d'un marqueur de très haut rang social.
Le tumulus de La Ronce, fouillé entre le 30 mars et le 10 mai 1953 par une équipe de Châtillon-Coligny, est beaucoup plus remarquable. À la fin du Hallstatt, dans une fosse de 5 m de diamètre, un premier corps fut incinéré. Les cendres enfermées dans une urne de bronze enveloppée d'un tissu furent placées avec un couteau de fer et une épaule de sanglier dans une cavité circulaire et voûtée de pierres sèches, édifiée au fond de la fosse. Un galgal circulaire de 8 m de diamètre et de 1,50 m de haut au-dessus du niveau de la plaine recouvrit la sépulture et fut lui-même surmonté d'une chape de terre et d'un tumulus de sable de 16 m de diamètre et de 2,30 m de hauteur. Au début de la Tène 1 (second âge du fer), un deuxième corps fut incinéré au sommet de ce premier tumulus. Les cendres ont été déposées dans un stamnos de bronze, enveloppé dans des tissus dont la fermeture était assurée par une fibule en or et placé dans un coffre de bois de chêne. Sans prétendre égaler la taille et la beauté du cratère de Vix dans le tumulus de Vix, ces vases font partie de la même lignée de tombes « princières » qui, à l'âge du Fer, s'étend de la Hongrie au sud de la France : le stamnos est même le plus occidental qu'on connaisse en Europe. Ces tumulus attestent l'existence de courants commerciaux qui permettaient aux habitants de la Gaule d'acheter des objets d'art fabriqués par les artistes du monde méditerranéen.

## La Tène (-450 à -25)

### Épanouissement de la culture gauloise
Les Celtes provenant des régions rhénanes (Rhin - Danube, forêt Hercynienne) auraient à leur tour fait la conquête du territoire celtique de la Gaule au début du Ve siècle av. J.-C. C'est le second âge de fer ou période de la Tène, dont le nom vient de La Tène, une station située en Suisse et explorée à partir de 1857. En Gaule, à l'époque de La Tène, les échanges se poursuivent, les déplacements continuent. Cette nouvelle période d'expansion correspond à des transformations économiques et sociales. La culture gauloise va pleinement s'épanouir à partir de -290.
L'Orléanais est habité pour la plus grande partie, par les Carnutes, la plus importante peuplade de la Gaule indépendante. Ils occupent deux régions naturelles : la Beauce, vaste terre de culture et la Sologne, plus boisée qu'aujourd'hui. Dans le Loiret, les Carnutes occupent ainsi sensiblement la moitié gauche du territoire. Au nord-est, ils ont pour voisins les Sénons dont le territoire correspond au Gâtinais, tandis qu'à l'est, les Éduens sont maîtres du Giennois. La richesse de la Beauce fait de Cenabum (Orléans), le « principal entrepôt de la Gaule celtique », comme l'a décrit Camille Jullian. Sa position privilégiée sur la Loire lui assure un rôle très actif dans le commerce des céréales.

### Rites funéraires
La civilisation de La Tène est connue dans le Loiret par un grand nombre d'objets. Certains ont été trouvés en surface, mais la plupart proviennent de fouilles de sépultures en tombes plates. Car la nouvelle civilisation est revenue à l'habitude de l'inhumation qu'avaient pratiquée, avant les hommes des Champs d'Urnes, les Protoceltes du bronze moyen. La fin du Ve siècle av. J.-C. voit l'apparition de nécropoles d'un nouveau genre dans la région. Les tombes rassemblées à l'intérieur ou autour d'enclos quadrangulaires abritent des défunts parfois parés de bracelets, de torques et de fibules. La présence d'armes traduit l'émergence d'une aristocratie comme à Cortrat, Courtenay, Bromeilles, Treilles-en-Gâtinais et Courtempierre.
Au IIIe siècle av. J.-C., l'incinération fait un retour timide même si l'inhumation demeure très largement répandue (Sainte-Geneviève-des-Bois, Chevilly ou Corbeilles). Le mobilier funéraire tend à s'appauvrir et l'armement à se raréfier. Pour la fin du IIe siècle av. J.-C., on constate la présence de dépôts de vases et d'animaux (pygargues à Orléans et chiens à Chevilly) dans les tombes. Parallèlement, plusieurs pratiques marginales s'exercent hors des nécropoles : certains défunts sont inhumés dans des conditions très particulières comme dans le cas des sépultures en silos de Neuville-aux-Bois ou à proximité des lieux de vie.

### Habitat rural isolé

Carte des sites d'habitat protohistorique découverts dans le Loiret (en mai 2009).

Du Ve au IIIe siècle av. J.-C., comme dans le reste de la Gaule, l'habitat est avant tout composé de fermes isolées. Les vestiges de l'habitat gaulois sont difficiles à retrouver du fait de la fragilité des matériaux employés et parce que, dans la plupart des cas, les villages se sont constamment reconstruits sur eux-mêmes depuis deux mille ans. On sait que les habitations gauloises n'étaient que des huttes enfoncées dans le sol, dont le bois, l'argile et le chaume étaient les matériaux ordinaires. De ces constructions grossières, il ne peut rester, au mieux, que des « fonds de cabanes », cuvettes peu profondes tassées dans l'argile, occupées en leur centre par les traces noires du foyer, ou des emplacements de poteaux de charpentes. Cet habitat rural est de qualité et de richesse variables, des simples fermes aux véritables résidences aristocratiques. Les sites de « La Pièce de Chameul » à Chevilly et « Les Pierrières » à Batilly-en-Gâtinais, fouillés sur l'autoroute A19, illustrent cette diversité.
Le début du IIe siècle av. J.-C. voit se développer des agglomérations non fortifiées où dominent les activités artisanales. Vers la fin de ce même IIe siècle, les premières villes fortifiées (oppida) apparaissent au nord des Alpes. Le site d'Orléans-Cenabum, habitat ouvert important du peuple gaulois des Carnutes, devient probablement oppidum au Ier siècle av. J.-C., mentionné comme tel par César.
Faute de vestiges, la toponymie peut également permettre d'identifier des hameaux qui préexistaient à cette époque, en essayant de retrouver des racines de noms celtiques dans les toponymes actuels. Jacques Soyer avait ainsi établi, pour l'ensemble de la Beauce, une liste de soixante-dix localités au nom celtique ou préceltique. Tel est le cas des localités dont le nom latin a été formé sur les noms celtiques -dunum (l'enceinte fortifiée), -durum (la porte), -magus (le champ), -ialum (l'espace découvert, le champ), -briva (la hauteur fortifiée), -briga (le pont, brücke en allemand, bridge en anglais), -onna ou -onne (caractérisant le nom de rivières ou de fontaines). À titre d'exemples, dans le Loiret, les localités suivantes ont fort probablement une origine celtique :
- Meung-sur-Loire, in pago magdunense (651), Magdunum : « Le marché fortifié » ;
- Roudon (hameau de Meung-sur-Loire), Rausedone villa (651), Rosdunum (1170) ;
- Le Bardon, Baridono (956), Baridonum ou Bardunum ;
- Cravant, grangia Craventiis (1204), racine présumée -Cravum : l'endroit pierreux, cf. la Crau (Holder) ;
- Coinces, de Conciis (pouillé de 1369), cette localité tire vraisemblablement son nom de la rivière sur laquelle elle est située : la Conie, Conia ou Conida, nom prélatin ;
- Champs (commune de Saint-Sigismond), anciennement Chaam, de - Cadomagus ;
- Lion-en-Beauce, vicaria Lodonensis (886) Lodonum ou Laudunum serait la forme secondaire de -Lugdunum (comme Lyon) : la forteresse du dieu Lug ;
- Yèvre-le-Châtel, Castro Everae (993), le château sur l'Evera ou Avara[n 1], nom primitif de la Rimarde ;
- Briarres-sur-Essonne, comme son homonyme Briare : Brivodurum (Table de Peutinger, IVe siècle), la porte fortifiée du pont sur l'Essonne.

### Agriculture

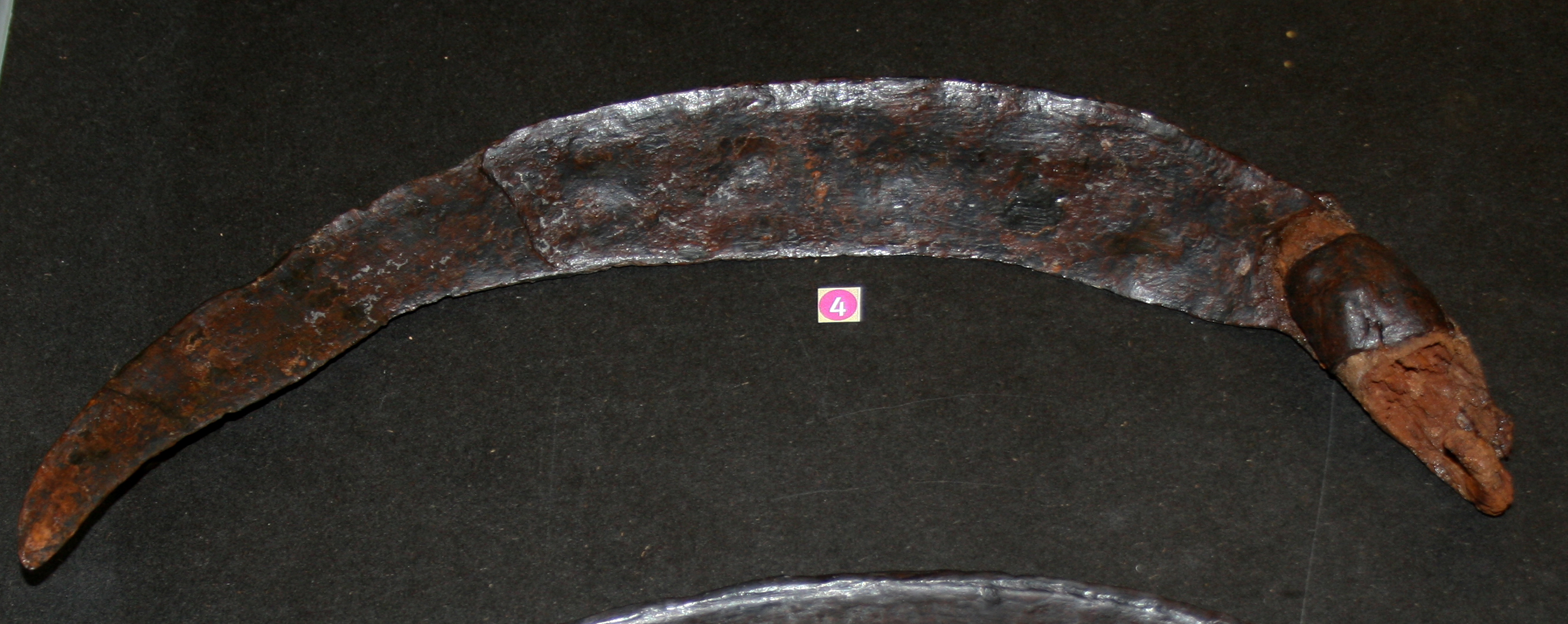
Faux déposée dans une fosse à Chevilly, « La Pièce de Chameul » (L : 40 cm), IIIe siècle avant notre ère.

L'étude des données carpologiques dans le Loiret, science qui étudie les paléo-semences, carporestes (fruits) ou diaspores conservés et découverts en contexte archéologique, à l’intersection de l’archéologie, de la botanique, de l’ethnologie et des sciences agronomiques, a permis d'apprécier les modifications agricoles et alimentaires durant le second âge du Fer.
Globalement, la variété des espèces cultivées dans le Loiret mais aussi cueillies est élevée sur toute la période étudiée. Entre la fin du Hallstatt/La Tène A et La Tène finale, l’orge reste toujours une culture majoritaire tandis que les blés vêtus (engrain et amidonnier) diminuent au profit du blé nu. Le millet, majoritaire dans la première période, devient minoritaire à La Tène finale. La découverte de deux plantes rares, la gesse et le pastel des teinturiers, suggère par ailleurs des échanges commerciaux avec des zones plus méridionales.
Les activités agricoles sont non seulement attestées par le biais des cultures, céréalières notamment,
mais aussi de l’élevage de bétail (plantes indicatrices d’exploitation de prairies et mise en évidence de résidus de fourrage). Faute de stockage en place, les données sur les pratiques culturales sont limitées. Néanmoins, le passage d’une agriculture intensive à une agriculture extensive mise en évidence dans le Nord de la France par V. Matterne (2001) ne semble pas être aussi évident dans le Loiret. Un résidu d'ers a permis de mettre en évidence une pratique de récolte par arrachage de cette légumineuse. À La Tène moyenne, une modification est perceptible par la croissance du nombre d’espèces consommées et une représentation plus forte des espaces de prairie. Peut-être est-ce lié à une augmentation de la population et à une intensification de l’élevage.
Au IIe siècle de notre ère, on utilise des houes en fer et des bêches en bois avec armature de fer pour le travail de la terre. Les foins sont coupés à la faux. Un exemplaire de faux en fer datant du IIIe siècle av. J.-C. a été mis au jour sur le site gaulois de Chevilly L'araire à soc de fer remplace l'araire en bois. Il permet de labourer les terres lourdes du centre et du Nord de la France actuelle. Ceci explique en grande partie la colonisation de terres nouvelles, la croissance démographique et les nouvelles invasions qui en ont résulté. Elle est archéologiquement attestée dans le Loiret par un soc trouvé à Chevilly et deux coutres (lames verticales placées en avant du soc) à Batilly-en-Gâtinais. Rarement retrouvés les dispositifs d'attelage d'araire se résument, dans la région, à un jouguet de garrot (amélioration notable du collier d'attelage) daté du IXe siècle de notre ère à Ingré.

### Les druides et lelocus consecratus
Le druide est un personnage très important de la société celtique. César, relatant ses opérations militaires, avait noté que les Gaulois (la plèbe) étaient dirigés par deux classes d’hommes, les druides et les chevaliers (equites) : « Dans toute la Gaule, il n'y a que deux classes d'hommes qui soient comptées pour quelque chose et qui soient honorées ; car la multitude n'a guère que le rang des esclaves, n'osant rien par elle-même, et n'étant admise à aucun conseil. […] Des deux classes privilégiées, l'une est celle des druides, l'autre celle des chevaliers. »
Le Loiret a, semble-t-il, tenu une place spécifique dans les rituels druidiques du pays des Carnutes. En effet « Chaque année, à date fixe, [les druides] tiennent leurs assises en un lieu consacré, dans le pays des Carnutes, qui passe pour occuper le centre de la Gaule. Là, de toutes parts, affluent tous ceux qui ont des différends, et ils se soumettent à leurs décisions et à leurs arrêts (trad. L.-A. Constans) ». D'après César, il y aurait donc eu chez les Carnutes un « lieu sacré » où se tenait, une fois par an, un grand rassemblement de druides et de leurs fidèles. La localisation de ce lieu de rassemblement a fait l'objet de nombreuses controverses. En effet le terme finibus utilisé par César peut très bien signifier « sur le territoire » du pays des Carnutes que « sur les frontières ».
Selon Jacques Soyer une confusion s'est longtemps établie entre le locus consecratus désigné par César et une légendaire forêt des Carnutes qui aurait été située en Beauce du côté de Chartres ou de Vendôme, venant de la persistance dans les souvenirs de l'image naïve et coloriée, due à Pline l'Ancien, où le druide « vêtu d'une robe blanche monte sur l'arbre, coupe, avec une faucille d'or, le gui que l'on recueille dans un drap blanc ». C'est en combinant ce texte de Pline l'Ancien (mort en 79 de notre ère) avec celui de César (qui date de 53 av. J.-C.) que « les anciens érudits avaient conclu que les Druides avaient leur collège (sic) dans le pays chartrain ». Comme C. Jullian, c'est aux confins des cités des Bituriges, des Eduens et des Senons, « indiscutablement entre Orléans et Lion-en-Sullias », que Soyer situait le locus consecratus, désignant même un point équidistant de Neuvy-en-Sullias, Bonnée et Bouzy-la-Forêt où ont été trouvés d'importants vestiges gallo-romains, à savoir Fleury-sur-Loire, où s'élèvera plus tard l'abbaye de Saint-Benoît, l'un des hauts lieux de la chrétienté.
Toutefois le problème de la localisation de ce locus consecratus reste aujourd'hui encore entier. Si on admet que ce lieu se trouvait « sur le territoire des Carnutes », et non « à la frontière », on peut songer à la ville de Chartres, chef-lieu de la civitas Carnutum. Mais on peut aussi penser que ce rassemblement des Druides ne pouvait se tenir que dans un lieu possédant des constructions en nombre suffisant pour servir de logements, de tribunaux, et que les conquérants romains n'ont pu manquer, au début de l'occupation, de faire disparaître cette sorte de « sanctuaire » indigène, symbole d'un nationalisme tout à fait inacceptable pour eux.

### Pratiques et lieux cultuels

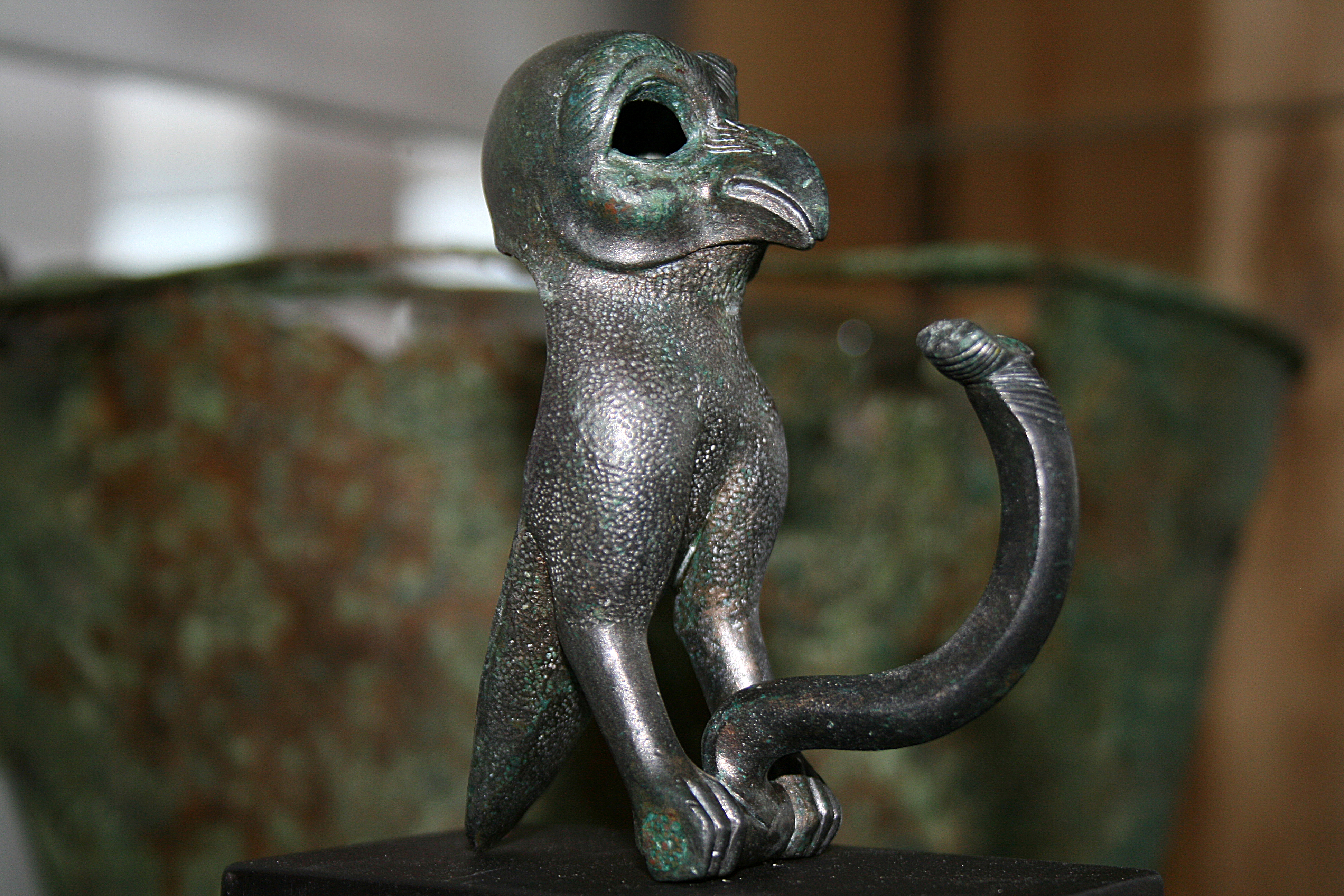
La « chouette », « Les Pierrières ». Applique en bronze, découverte sur le site de la résidence aristocratique gauloise de Batilly-en-Gâtinais en 2006, probablement pièce d'ornementation d'un récipient à vin.

Les premiers sanctuaires publics apparaissent en Gaule entre les IVe et IIIe siècles av. J.-C.. Ils sont situés dans un enclos quadrangulaire, à l'intérieur duquel sont sacrifiés animaux ou armements, et où l'on trouve parfois des crânes humains voire des corps entiers. Cependant aucun de ces sanctuaires n'est encore clairement avéré dans le département du Loiret.
Le banquet devient également courant. L'historien et géographe grec Posidonios décrit la générosité du roi arverne Luern qui, pour gagner la faveur de la population, offrit d'immenses festins. Le site aristocratique de Batilly-en-Gâtinais a livré plus de 400 amphores, qui contenaient au total plus de 10 000 litres de vin. Parmi les ustensiles trouvés figure en particulier une applique en bronze représentant un rapace et constituant probablement la pièce d'ornementation d'un récipient vinaire. Sur l'habitat rural de Cepoy, ce sont des vases-tonnelets, restes d'un service également dédié à ta consommation du vin, qui ont été retrouvés dans les fossés.
D'autres manifestations d'une activité cultuelle ont aussi pu être observées à l'intérieur de l'espace domestique, comme des crânes de chevaux exposés sur les palissades de la ferme de Chevilly. Si le caractère ostentatoire de la démarche n'est pas discutable, sa dimension symbolique doit encore être évaluée. D'autres dépôts ont été découverts à l'intérieur de silos et de structures encaissées. Certains objets sont déposés soit entiers, soit volontairement brisés. Il peut s'agir d'outils domestiques ou agricoles, comme des meules ou une faux à Chevilly, ou d'éléments de parure, de vaisselles quelquefois associés à des restes végétaux ou animaux. Il convient enfin d'évoquer les différents traitements, manipulations ou mutilations relevés sur des restes humains dans l'espace domestique ou cultuel. Ces observations témoignent de pratiques religieuses et funéraires à la fois originales et complexes.

### Des enseignes militaires gauloises dans le trésor de Neuvy-en-Sullias

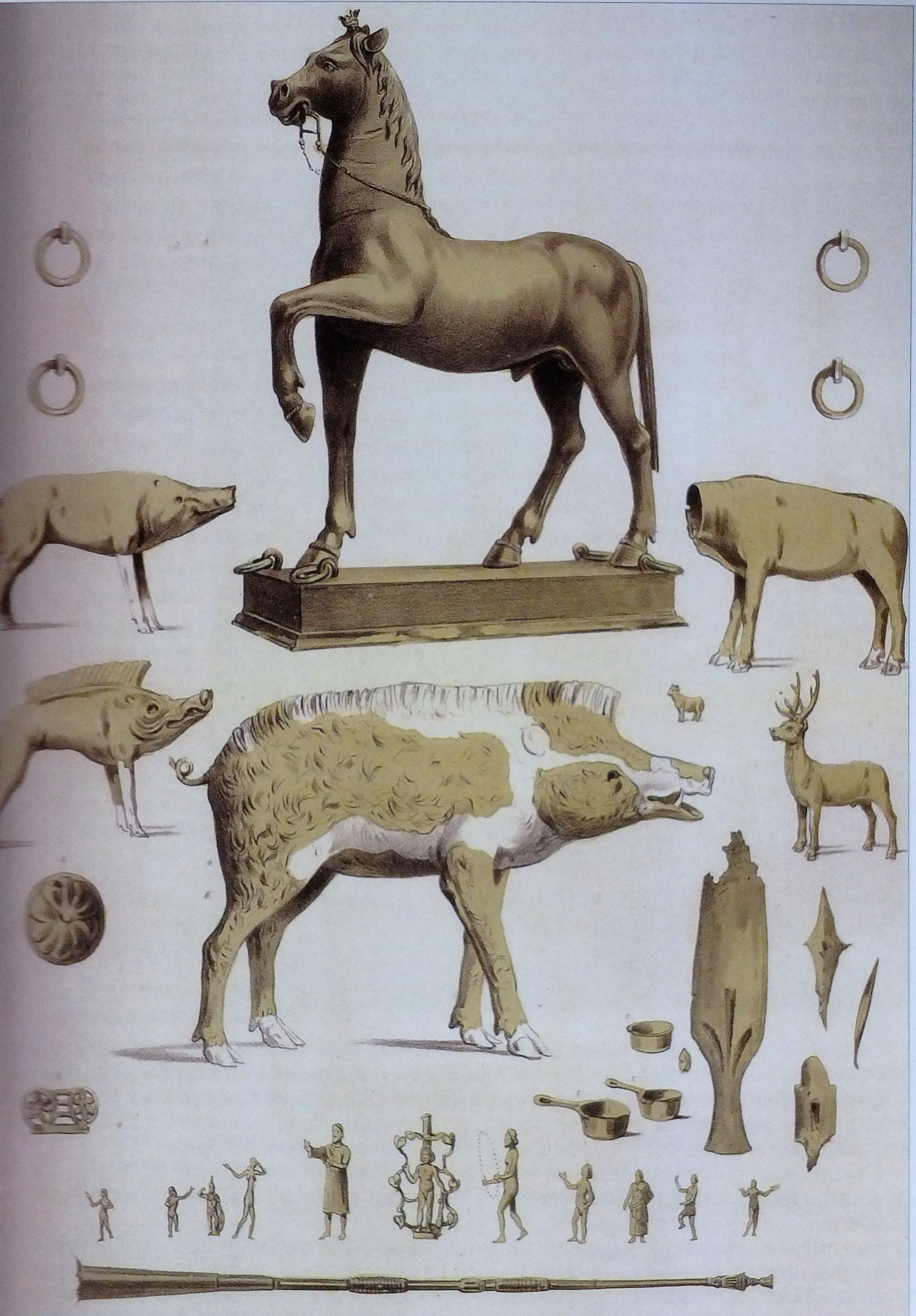
Planche publiée en 1866.

Le 27 mai 1861, les ouvriers d'une carrière de sable de Neuvy-en-Sullias, située dans la région naturelle du Val de Loire à 30 km au sud-est d'Orléans, découvrent fortuitement un dépôt d'objets en bronze rassemblés dans une cache de 1,40 m2 faite de briques, pierres et tuiles, sans maçonnerie. Ces objets sont constitués de sculptures d'animaux et statuettes en bronze de différentes époques. Ils ont probablement été dissimulés à la fin du IIe siècle, postérieurement donc à la période protohistorique, pour les soustraire à la rapacité des envahisseurs ou à d'éventuelles refontes. La pièce maîtresse de ce trésor est un impressionnant cheval, remontant à la première moitié du IIe siècle.
Un ensemble de pièces relèvent assurément de la technique gauloise et de la période protohistorique. Il s'agit de petits sangliers en bronze martelé datant sans doute de l'Indépendance (Ier siècle av. J.-C.), qui servaient d'enseignes militaires et étaient probablement exhibées lors de processions et de cérémonies. Les armées gauloises s'organisent en effet sur au moins trois niveaux, Civitates, Pagi et Centuries, cette organisation est inspirée de l'organisation sociale et ethnique gauloise. Chacune de ces subdivisions avait son enseigne derrière laquelle elle combattait et qui lui servait de point de ralliement. Le siège d'Alésia voit ainsi Jules César capturer 74 enseignes, et à la bataille de Verceil, selon Eutrope, Caius Marius en revendique 33.
On ignore si ces bronzes retrouvés hors de tout contexte archéologique proviennent d'un même sanctuaire. Seule certitude : découverts près du lieu consacré évoqué (locus consecratus) par César, ils attestent l'influence des druides dans la survivance des traditions gauloises.

## Massacre de Cenabum et soumission des Carnutes (-58 à -51)

Une image d’Épinal : Vercingétorix dépose les armes aux pieds de Jules César à l'issue du siège d'Alésia

Il semble que les Carnutes aient joué un rôle déterminant dans les événements qui aboutissent à l'annexion de la Gaule par Rome. Après avoir pris la décision de rester en Gaule, César, à partir de -58, essaie d'asseoir le protectorat de Rome sur les nations gauloises. Durant l'année -57, il lutte contre les Belges, tandis que Crassus soumet les nations de l'ouest. Au début de l'hiver 57-56, Jules César amène ses légions prendre leurs quartiers d'hiver chez les Carnutes. Il en profite pour leur imposer comme roi un certain Tasgiitios ou Tasgetius, un homme qui, « chez les Carnutes, était de très haute naissance et dont les ancêtres avaient été rois dans leur cité ». En somme le proconsul, se défiant du caractère ombrageux des Carnutes, place à leur tête un noble qui s'est montré dans les guerres récentes un fidèle « collaborateur ». Il va même, dans une méconnaissance totale de l'impopularité de son geste, jusqu'à rétablir cette royauté autrefois si répandue mais maintenant honnie dans presque toutes les cités.
Au début, cette politique de protectorat semble réussir et l'opinion publique romaine est rassurée. César poursuit alors ses campagnes d'intimidation en -56 chez les peuples riverains de l'Atlantique et de la mer du Nord (Vénètes, Ménapes et Morins) et en 55 et 54 contre les Germains et les Bretons. Les Carnutes ne sont plus au centre des attentions de César, quand Tasgetius est assassiné en -54. César, craignant que la cité entière de Cenabum ne fasse défection, donne l'ordre à la légion de Plancus, cantonnée en Belgique, de se rendre à Cenabum et d'arrêter les coupables. Ceux-ci sont dénoncés et arrêtés sans difficulté.
Délaissant un temps les Carnutes pour mater un soulèvement en Belgique mené par un certain Ambriorix et celui des Sénons, agités par un noble dénommé Acco, César arrête et exécute les meneurs de rébellion, puis repart en Italie, laissant quelques légions en quartier d'hiver chez les Belges, les Lingons et les Sénons.
C'est sans compter l'excitation des Carnutes, qui décident de s'en prendre aux citoyens romains installés à Cenabum pour faire du commerce. Une équipée, ayant à sa tête Cotuatos et Conconnetodumnos, assassine le 13 février 52 tous les commerçants romains installés à Cenabum et, parmi eux, Caïus Fufius Cita, un chevalier romain que César avait chargé de superviser le commerce du grain,,
« Quand arrive le jour convenu, les Carnutes, entraînés par Cotuatos et Conconnetodumnos, hommes dont on ne pouvait rien attendre que des folies, se jettent, à un signal donné, dans Cenabum, massacrent les citoyens romains qui s’y étaient établis pour faire du commerce, mettent leurs biens au pillage ; parmi eux était Caïus Fufius Cita, honorable chevalier romain, que César avait chargé de l’intendance des vivres. La nouvelle parvient vite à toutes les cités de la Gaule. En effet, quand il arrive quelque chose d’important, quand un grand événement se produit, les Gaulois en clament la nouvelle à travers la campagne dans les différentes directions ; de proche en proche, on la recueille et on la transmet. Ainsi firent-ils alors ; et ce qui s’était passé à Cénabum au lever du jour fut connu avant la fin de la première veille chez les Arvernes, à une distance d’environ cent soixante milles. »
— Jules César, Commentaires sur la guerre des Gaules, VII, 3.
La nouvelle se répand ainsi dans toute la Gaule, et notamment chez les Arvernes où un jeune noble puissant, Vercingétorix, soulève son peuple contre Rome. Très rapidement, les Sénons, Parisii, Pictons, Cadurques, Turones, Aulerques, Lémovices, Andes, et tous les autres peuples qui bordent l'océan, se joignent à la révolte et tous s'accordent pour donner à Vercingétorix le commandement suprême de la lutte contre les Romains. Les Bituriges se liguent à leur tour, malgré le fait qu'ils sont les clients des Éduens,.
César revient d'Italie, rejoint Agendicum (Sens) où huit régions ont reçu l'ordre de se regrouper, prend en trois jours Vellaunodunum (semble-t-il Château-Landon, un oppidum sur son éperon dominant le Fusain), puis fonce en deux jours sur Cenabum. Arrivé le soir devant l'oppidum, il dresse son camp pour l'attaquer le lendemain. Pendant la nuit, les habitants de Cenabum tentent de fuir par le pont sur la Loire, seule issue vers le sud. Le jour levé, César donne l'ordre de l'assaut ; les légionnaires brûlent les portes, incendient et pillent la ville, se partagent le butin et réduisent les habitants en esclavage. Il continue sa campagne contre les Bituriges et les Arvernes qui sont battus à Alésia en septembre 52.
Mais en 51-50, les Carnutes tentent de reprendre la lutte. César se fait alors livrer le Gutuater des Carnutes, l'inspirateur de la guerre, qui serait selon certains historiens Cotuatos, l'instigateur du massacre des citoyens romains. Il aurait été lui-même disposé à le gracier, mais ses soldats irrités par l'âpreté des combats, exigent la mort du rebelle qui est battu de verges jusqu'à épuisement, puis décapité. En -50, Jules César laisse une Gaule exsangue emmenant avec lui l'élite des guerriers gaulois. Dès lors, enfin soumis, les Carnutes connaissent la paix romaine pendant presque trois siècles.

## Découvertes protohistoriques faites en archéologie préventive
L'obligation de la conservation des données archéologiques produites par les fouilles et de leur exploitation dans le cadre d’une recherche organisée et réglementée est entrée dans la législation française depuis la loi de 1941. Mais c'est la loi du 17 janvier 2001 relative à l'archéologie préventive qui a fait faire un bond dans la connaissance archéologique. Elle impose en effet « la détection, la conservation ou la sauvegarde par l'étude scientifique des éléments du patrimoine archéologique affectés ou susceptibles d'être affectés par les travaux publics ou privés concourant à l'aménagement ». Ainsi des redevances d'archéologie préventive sont dues par les personnes publiques ou privées projetant d'exécuter des travaux qui sont soumis à autorisation préalable (chantiers routiers, ferroviaires, aménagements urbanistiques, etc.), de même lorsque des fouilles sont prescrites, une partie est financée par l'aménageur.
Dans le Loiret, les principales découvertes faites en archéologie préventive pour la période protohistorique l'ont été dans le cadre des chantiers de l'autoroute A19 (diagnostics entre juillet 2005 et août 2007, fouilles entre avril 2006 et avril 2009) et dans d'autres diagnostics ou fouilles réalisées à l'occasion de chantiers de construction. Sur l'autoroute A19, 30 sites remarquables ont été fouillés dont quinze concernent la période protohistorique.
| Aménagement                                                     | Année fouille | Commune                              | Site                                            | Nature | Période | Responsable de fouille | Publication |
| --------------------------------------------------------------- | ------------- | ------------------------------------ | ----------------------------------------------- | --- | --- | ---------------------- | --- |
| Construction d’un immeuble sur parc de stationnement souterrain | 1999          | Orléans                              | 18, rue Porte Saint-Jean.                       | Sépultures d’enfants au IIe siècle avant notre ère, tisserands au Ier siècle, terrain vague gallo-romain.                                                                                 | Tène finale |                        | 18, rue Porte Saint-Jean |
| Projet immobilier                                               | 1999          | Orléans                              | 20-22 rue Porte Madeleine / 3, rue de la Grille | Four domestique de la Tène + une quarantaine de fosses du Ier siècle. | Tène finale + Antiquité + Moyen Âge |                        | 20-22 rue Porte Madeleine / 3, rue de la Grille                                                                                |
| Diagnostic                                                      | 2004          | Sandillon                            | Les Brosseilles                                 | Une fosse du Bronze final IIb dans le Val d’Orléans. | Bronze final IIb | Stéphane Joly          | Une fosse du Bronze final IIb dans le Val d’Orléans à Sandillon (Loiret) : données archéologiques et contexte environnemental. |
| Autoroute A19                                                   | 2006-2009     | Chevilly                             | Pièces de Chameul                               | Occupation protohistorique enclos et structures d'habitat et agricoles (ensilage de céréales), nécropole 70 tombes.                                                                       | Âge du Fer - La Tène (+ médiéval et gallo-romain) | David Josset           | La Pièce de Chameul (A19 – A2-7).                                                                                              |
| Autoroute A19                                                   | 2006-2009     | Chevilly                             | Les Herbeauts et La Croix Rouge                 | Aires d'ensilages de céréales (silos). | La Tène finale | Eric Frénée            | |
| Autoroute A19                                                   | 2006-2009     | Villereau                            | Climat de Laveau                                | Habitat rural (silos, bâtiment sur poteaux) (Zone A + Zone C = 2 fouilles.) | Fin Hallstatt début La Tène ancienne | Christine Pueyo        | |
| Autoroute A19                                                   | 2006-2009     | Neuville-aux-Bois                    | La Grande Route                                 | Structures d’habitat et d’ensilage - sépultures en silos. | La Tène | David Josset           | La Grande Route (A19–C1), Tracé de l'A19 - Les tombes en silos de Neuville-aux-Bois (vidéo).                                   |
| Autoroute A19                                                   | 2006-2009     | Santeau                              | Le Différent                                    | Habitat rural avec structures de stockage (silos). | Hallstatt, La Tène ancienne | Eric Frénée            | |
| Autoroute A19                                                   | 2006-2009     | Bouilly-en-Gâtinais                  | La Maison Rouge                                 | Établissement agricole. | Premier âge du Fer (Halstatt ; vers -700) | Eric Frénée            | |
| Autoroute A19                                                   | 2006-2009     | Courcelles                           | Haut de l’Aunette à Guignard                    | Nécropole tumulaire. | Âge du Bronze | Hélène Froquet         | Tumuli de l'âge du Bronze à Courcelles (Loiret) - Opération A 19, Haut de l'Aunette à Guignard, Courcelles, Loiret, Centre.    |
| Autoroute A19                                                   | 2006-2009     | Courcelles                           | La Pièce du Mail                                | Nécropole tumulaire. | Âge du Bronze final | Hélène Froquet         | Les nécropoles à incinérations du Bronze final, Courcelles (Loiret).                                                           |
| Autoroute A19                                                   | 2006-2009     | Boynes                               | Clos de la Chaise                               | Structures de stockage (groupe de silos). | Âge du Fer | Sophie Liegard         | |
| Autoroute A19                                                   | 2006-2009     | Batilly-en-Gâtinais                  | Les Pierrières                                  | Vaste habitat « aristocratique » délimité par un enclos carré fossoyé (160 m de côté), partitions internes, bâtiments.                                                                    | La Tène | Sophie Liegard         | Les Pierrières (site A19 – I1. 1-2).                                                                                           |
| Autoroute A19                                                   | 2006-2009     | Corbeilles                           | Les Grands Réages                               | Établissement rural à vocation agricole (silos, bâtiments à quatre poteaux, fossés de parcellaires, fosses et foyers) ; site le long de la voie antique Orléans-Sens.                     | Âge du Fer à la période augustéenne | Nicolas Cayol          | |
| Autoroute A19                                                   | 2006-2009     | Courtempierre                        | Les Genièvres                                   | Nécropole gauloise, enclos funéraires | La Tène | Gabriel Drwila         | |
| Autoroute A19                                                   | 2006-2009     | Treilles-en-Gâtinais et Gondreville  | Le Cocluchon                                    | Établissement agricole; petits enclos carrés (funéraires ?) de La Tène ; mausolée gallo-romain (fin du Ier siècle ap. J.-C.) et voie secondaire antique (Montargis à Sceaux-du-Gâtinais). | Âge du Fer (La Tène moyenne à finale) | Camille Scaon          | Inscription funéraire trouvée à Gondreville (Loiret, cité des Sénons).                                                         |
| Autoroute A19                                                   | 2006-2009     | Corquilleroy et Treilles-en-Gâtinais | La Grevasse                                     | Établissement agricole (silos). | La Tène ancienne | Fabien Langry-Francois | |
| Autoroute A19                                                   | 2006-2009     | Cepoy                                | Ferme de Montigny                               | Enclos d’habitat et nombreux bâtiments sur poteaux (greniers, annexes, habitations ?). | La Tène finale (IIe - Ier siècle av. n.è.) | Johann Blanchard       | |
| Rocade nord de Pithiviers                                       | 2010          | Pithiviers                           | Vieux Chemin d’Étampes                          | Partie d’un établissement rural de La Tène finale, occupation de La Tène ancienne avec inhumations en silo                                                                                | La Tène ancienne et finale | Bastien Dubuis         | Bois Médor et Vieux Chemin d’Étampes.                                                                                          |
| Création d’une zone artisanale intercommunale                   | 2011          | Épieds-en-Beauce                     | Les Chantaupiaux                                | Communautés agropastorales hallstattiennes et laténiennes, lieu de culte augustéen et activités artisanales contemporaines.                                                               | La première implantation est centrée sur la transition entre le Hallstatt final et La Tène A (VIe et Ve siècles av. J.-C.), la seconde sur La Tène moyenne (fin du IVe et IIIe siècles av. J.-C.) |                        | Les Chantaupiaux. |